# Philippe Léonard
Philippe Léonard (Liegi, 14 febbraio 1974) è un ex calciatore belga, di ruolo difensore.

## Palmarès
- Coppa del Belgio: 1

Standard Liegi: 1992-1993
- Campionato francese: 2

Monaco: 1996-1997, 1999-2000
- Coppa di Lega francese: 1

Monaco: 2002-2003
- Supercoppa francese: 2

Monaco: 1997, 2000